# Le Donzeil
Le Donzeil ist eine Gemeinde im Zentralmassiv in Frankreich. Sie gehört zur Region Nouvelle-Aquitaine, zum Département Creuse, zum Arrondissement Guéret und zum Kanton Ahun. Die Bewohner nennen sich Donzeillois oder Donzeilloises. 

## Geographie
Sie grenzt im Norden an Sous-Parsat, im Nordosten an Ahun, im Osten an Chamberaud und Fransèches, im Süden an Saint-Sulpice-les-Champs und Saint-Georges-la-Pouge sowie im Westen an La Chapelle-Saint-Martial und Lépinas.
Das Siedlungsgebiet besteht aus den Dörfern Lascaus, Pleine Faye, Petite Faye, Masson, Yoreix, Le Boueix, Champagne, Le Mas Léger, Monsebrot, Drouillette und Provenchère.

## Geschichte
Bis 1913 hieß die Ortschaft „Saint-Sulpice-Donzeil“.

### Bevölkerungsentwicklung
| Jahr      | 1962 | 1968 | 1975 | 1982 | 1990 | 1999 | 2008 | 2012 |
| --------- | ---- | ---- | ---- | ---- | ---- | ---- | ---- | ---- |
| Einwohner | 331  | 283  | 238  | 210  | 197  | 188  | 159  | 184  |

## Kultur
Seit 2008 wird jährlich ein Musikfestival mit Sparten wie Zigeunermusik, Jazz und Chansons durchgeführt.